# Accident ferroviaire de Buttevant
L’accident ferroviaire de Buttevant est un déraillement survenu le 1er août 1980 en gare de Buttevant, dans le Comté de Cork en Irlande, située à 220 km au sud-ouest de la gare de Dublin Heuston sur la ligne principale reliant Dublin à Cork. À la suite d'une erreur d'aiguillage, un train de voyageurs transportant 230 passagers en provenance de Dublin est orienté sur une voie de garage et déraille. L'accident provoque la mort de dix-huit personnes et en blesse soixante-dix autres,.

## Contexte

Carte du réseau ferré irlandais. La gare de Buttevant se situe au nord-ouest de Cork, entre les gares de Charleville et de Mallow.

En 1980, la ligne ferroviaire reliant Dublin à Cork est exploitée par la Compagnie Irlandaise de transport (CIÉ : Córas Iompair Éireann). Cette ligne est l'axe ferroviaire principal irlandais. Elle est en double voie sur son intégralité et son écartement de voie, dit écartement irlandais, est de 1,59 m. La gare de Buttevant est située sur cette ligne, à 220 km au sud-ouest de la gare de Dublin Heuston, entre les gares de Charleville (Rath Luirc) (à 12,8 km au nord) et de Mallow (à 11,2 km au sud).
À cette époque, la gare de Buttevant dispose de voies de garage situées le long de la voie impaire (la voie en direction de Cork). Ces voies sont utilisées pour garer des trains de ballast qui s'approvisionnent dans une carrière voisine. Au printemps 1980, des travaux sont entrepris pour réduire le nombre d'aiguilles dans la gare et améliorer l'accès aux voies de garages depuis la voie impaire. Ces travaux consistent en la dépose d'anciennes aiguilles des voies de la ligne et la pose d'une nouvelle aiguille permettant l’accès aux voies de garage. Mais cette aiguille n'est pas reliée au poste d'aiguillage de la gare et sa manœuvre nécessite une manipulation manuelle qui doit s'effectuer selon des règles de sécurité très strictes. Pour éviter toute manœuvre de l'aiguille sans respect des consignes de sécurité, un verrou bloqué par un cadenas est posé dans le cœur mobile de l'aiguille et une cale est posée sur l'autre côté de l'aiguille. La clé du cadenas est détenue par le responsable du chantier. Durant les travaux, aucun train de ballast ne peut accéder aux voies de garage ou en sortir.
En juin 1980, l'aiguille d'accès aux voies de garage n'est toujours pas reliée au poste d'aiguillage alors que des demandes de trains de ballast apparaissent. Des procédures sont mises en place pour permettre aux trains de ballast, vides ou remplis, d'accéder aux voies de garage. Ces procédures impliquent une coordination entre le chef de gare de Mallow, le chef de la zone de Cork, le responsable du poste d'aiguillage (l’aiguilleur) qui conserve maintenant les clés du cadenas, et un agent qui fait fonction d'échangeur pour manœuvrer manuellement l’aiguille sous le contrôle de l’aiguilleur. Cette procédure est utilisée plusieurs fois au cours des mois de juin et juillet 1980.

## L'accident
Le vendredi 1er août 1980, une locomotive quitte la gare de Mallow en direction de Buttevant aux environs de 12 h 20 pour assurer la traction d'un train de ballast au départ de Buttevant. La locomotive arrive à Buttevant à 12 h 42 et se met en attente sur la voie paire avant de gagner les voies de garage. Dans le même temps, une manœuvre est en cours pour permettre à une machine de nettoyage de se déplacer dans les voies de garage. À la suite d'une mauvaise coordination entre l'aiguilleur et l'échangeur, l'aiguille est positionnée en direction des voies de garage alors qu'un train express de voyageurs en provenance de Dublin et en direction de Cork s'approche de la gare de Buttevant. Le conducteur de la locomotive du train de ballast se rend compte que l'aiguille n'est pas correctement positionnée, il avertit l'aiguilleur qui tente alors de repositionner l'aiguille et d'actionner les signaux pour faire arrêter le train de voyageurs. Mais il est trop tard pour que le conducteur du train de voyageurs puisse constater le changement des signaux. Le conducteur ne peut arrêter son train à temps qui franchit l'aiguille pour se diriger vers les voies de garage à près de 119 km/h. À cette vitesse, le train de voyageurs déraille au franchissement de l'aiguille à 12 h 45.

## Bilan

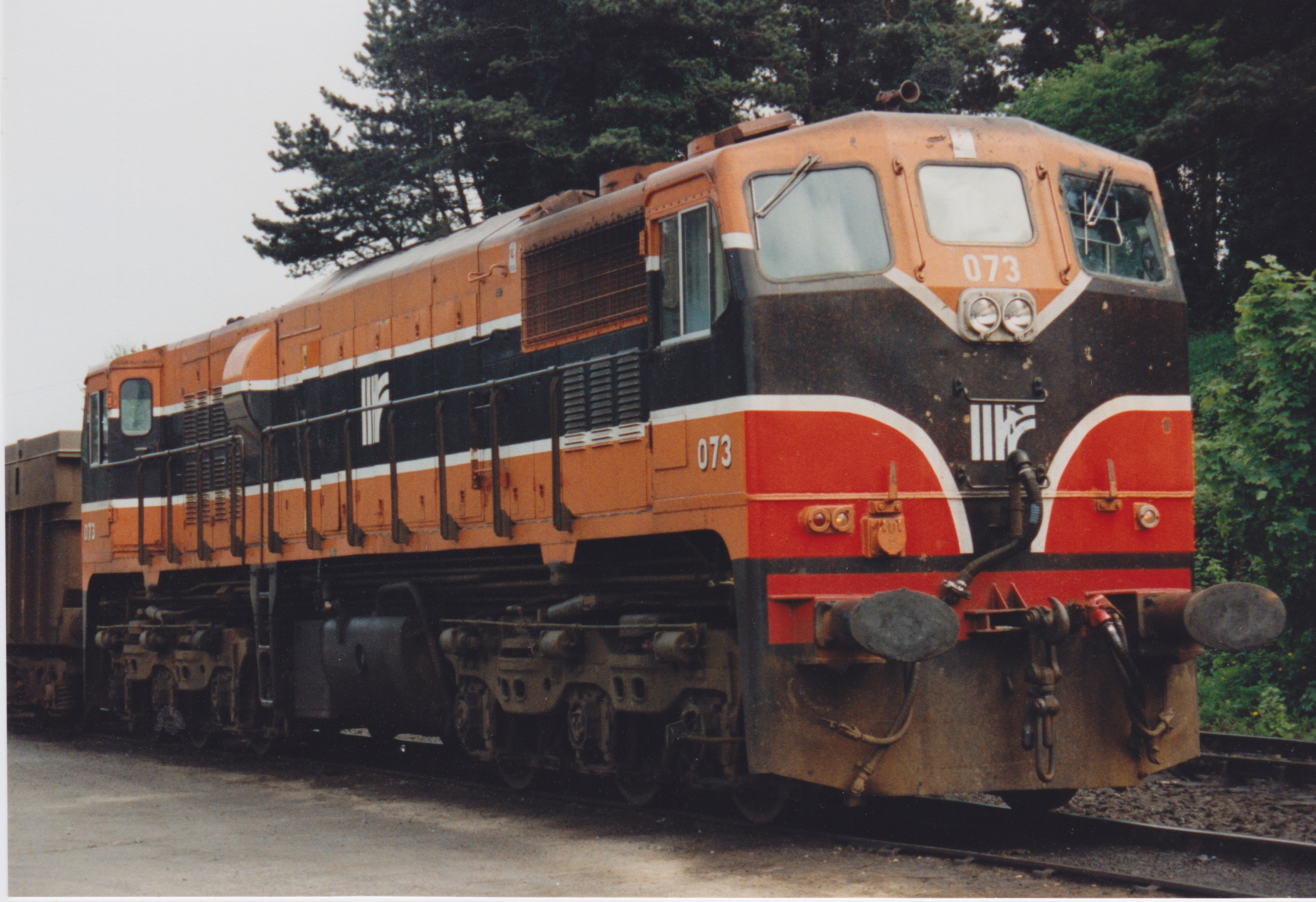
La locomotive 073 de la classe CIÉ 071, similaire à la locomotive de l'accident de Buttevant.

Le train express de Dublin à Cork de 10 h du 1er août 1980, un jour férié en Irlande, embarque ce jour-là 230 passagers à son bord. Le train est constitué de onze voitures, dont six sont construites en bois et en aluminium léger, tractées par la locomotive Diesel no CC 075 de la classe 071 de la compagnie CIÉ. Un fourgon-générateur est placé juste derrière la locomotive. 
Le déraillement du train provoque la mort de dix-huit personnes et en blesse soixante-dix autres. Les dégâts matériels sont importants : la locomotive, qui est restée debout sur les rails, est faiblement endommagée ; le fourgon-générateur est gravement endommagé ; les trois premières voitures (1 à 3), qui se sont couchées le long des voies de garage, sont totalement détruites ; les voitures 4 à 6, qui se sont pliées dans le fossé, sont gravement endommagées ; les voitures 6 à 8 sont partiellement endommagées ; les trois dernières voitures (9 à 11) ne sont pas endommagées.

## Conséquences
L'accident a pour conséquence une remise en cause totale des procédures de manœuvre des aiguilles non connectées au poste d'aiguillage. 
Les voitures dans lesquelles se trouvaient la plupart des morts ou des blessés étaient en bois et en aluminium. Ces voitures n'ont pas résisté au choc de l’accident qui a eu lieu à une grande vitesse. Les autres voitures, en acier, ont, elles, mieux résisté. Il est alors décidé que toutes les nouvelles voitures construites ne le seront qu'en acier et que les voitures existantes en bois et en aluminium ne seraient utilisées que pour des vitesses inférieures à 96 km/h.

### Sources
- (en) Cet article est partiellement ou en totalité issu de l’article de Wikipédia en anglais intitulé « Buttevant Rail Disaster » (voir la liste des auteurs).